# Tales of Fandom Vol.2
Tales of Fandom Vol.2 (テイルズオブファンダム Vol.2?, Teiruzu obu Fandamu Vol.2) è un videogioco di ruolo sviluppato e pubblicato dalla Namco il 5 agosto 2007 in Giappone ed è il sequel di Tales of Fandom Vol.1. del 2002. È il secondo gioco della serie Tales of Fandom, nata come spin-off della celebre serie Tales of, e vede protagonisti personaggi di Tales of Phantasia, Tales of Destiny e Tales of Eternia. Esistono due versioni di Tales of Fandom Vol.1: la versione Luke e la versione Tear.